# Hydractinia longispina
Hydractinia longispina är en nässeldjursart som beskrevs av John Fraser 1938. Hydractinia longispina ingår i släktet Hydractinia och familjen Hydractiniidae. Inga underarter finns listade i Catalogue of Life.